# TTK Anröchte
Der TTK Anröchte – TTK = TischTennisKlub – ist der Tischtennisverein aus Anröchte im Tischtenniskreis Arnsberg-Lippstadt des Bezirks Arnsberg im WTTV. Die Damenmannschaft spielte erstmals in der Saison 2005/06 in der Damen-Bundesliga. In der Saison 2016/17 stieg der TTK nach einem Verzicht im Vorjahr erneut in die 1. Bundesliga auf.
Daneben sind in der Saison 2017/18 noch zwei Damen- und drei Herrenmannschaften sowie sieben Mannschaften aus dem Nachwuchsbereich aktiv.

## Aufstellungen der 1. Damenmannschaft

### Saison 2010/11 1. Bundesliga
1. An Konishi (Japan)
2. Xue Han Vukelja (Kroatien)
3. Aimei Wang (Deutschland)
4. Linda Creemers (Niederlande)
5. Yang Henrich (früher Yang Yang)[2] (Deutschland)
6. Katja Schmidt (Deutschland)

### Saison 2011/12 - 2. Bundesliga
1. Marta Golota (Polen)
2. Yang Henrich (Deutschland)
3. Andrea Bargel (Deutschland)
4. Suzanne Dieker (Niederlande)
5. Katja Schmidt (Deutschland)

### Saison 2014/15 - 2. Bundesliga
1. Marta Golota (Polen)
2. Elena Timina (Niederlande)
3. Yang Henrich (Deutschland)
4. Wen Wen Li (China)
5. Andrea Bargel (Deutschland)
6. Suzanne Dieker (Niederlande)
7. Christine Lammert (Deutschland)

### Saison 2015/16 - 2. Bundesliga
1. Marta Golota (Polen)
2. Elena Timina (Niederlande)
3. Yang Henrich (Deutschland)
4. Wen Wen Li (China)
5. Andrea Bargel (Deutschland)
6. Rianne van Duin (Niederlande)

### Saison 2016/17 - 2. Bundesliga
1. Linda van de Leur-Creemers (Niederlande)
2. Shamini Kumaresan (Indien)
3. Marta Golota (Polen)
4. Elena Timina (Niederlande)
5. Yang Henrich (Deutschland)
6. Wen Wen Li (China)
7. Andrea Bargel (Deutschland)
8. Rianne van Duin (Niederlande)

### Saison 2017/18 - 1. Bundesliga
1. Aimei Wang (Deutschland)
2. Qi Shi (China)
3. Marta Golota (Polen)
4. Elena Timina (Niederlande)
5. Yang Henrich (Deutschland)
6. Wen Wen Li (China)

### Saison 2018/19 - 1. Bundesliga
1. Qi Shi (China)
2. Aimei Wang (Deutschland)
3. Jing Tian-Zörner (Deutschland)
4. Yang Henrich (Deutschland)
5. Marta Golota (Polen)

## Geschichte
Der TTK Anröchte wurde 1951 auf Initiative von Vikar Ebbert zunächst als Tischtennisabteilung gegründet, die aus dem zuvor aufgelösten TTC48 Anröchte hervorging. Später sorgten Horst Petry und Heino Stallmeister für die Gründung des eigenständigen Vereins.
Die Damenmannschaft spielte in den 1990er Jahren zunächst in der Verbandsliga und stieg 1998 in die Oberliga auf. Unter der Mitwirkung der Estin Silja Kibena erreichte man wenig später die Regionalliga. In der Saison 2003/04 spielte man erstmals in der Zweiten Bundesliga Nord. Zwei Jahre später gelang der Aufstieg in die 1. Bundesliga, wo man sich in der Saison 2005/06 halten konnte, jedoch im folgenden Jahr absteigen musste. 2010 wurde das Team Jing Tian-Zörner, Aimei Wang, Linda Creemers, Yang Henrich, Andrea Bargel und Monique Posthuma Meister in der 2. Bundesliga und stieg wieder auf. 2011 erfolgte erneut der Abstieg in die 2. Bundesliga. Seitdem hält sich der Verein in der 2. Bundesliga, so auch in der Saison 2014/15, in der die beiden 2. Bundesligen Nord und Süd zu einer zusammengefasst werden. Seit 2013 spielt Elena Timina, die Nationaltrainerin der niederländischen Damen-Mannschaft, im Anröchter Trikot. In der Saison 2015/16  gelang erneut die Qualifikation für die 1. Bundesliga, auf die man aber verzichtete und sich wiederum qualifizierte, so dass der TTK Anröchte in der Saison 2017/18 wieder in der 1. Bundesliga auftritt.